# Memorial Stadium (Baltimore)
Das Memorial Stadium war ein Stadion in der US-amerikanischen Stadt Baltimore im Bundesstaat Maryland. Es war u. a. die Heimspielstätte der Baltimore Colts und der Baltimore Ravens aus der National Football League (NFL) sowie der Baltimore Orioles aus der Major League Baseball (MLB).

## Geschichte
Das 1922 eröffnete Baltimore Stadium oder Municipal Stadium oder manchmal auch Venable Stadium wurden 1949/1950 komplett um- und neugebaut und als Mehrzweckstadion Memorial Stadium wiedereröffnet. Die Anlage wurde einige Zeit auch Babe Ruth Stadium genannt, in Bezug auf den damals, in Baltimore geborenen Babe Ruth. Weitere Spitznamen des Stadions lauten The Old Gray Lady of 33rd Street oder, vor allem bei Spielen der „Colts“ genutzt, The World’s Largest Outdoor Insane Asylum. 1958 war die Sportstätte Schauplatz des MLB All-Star Game. Am 13. September 1970 schlug Frank Robinson von den „Orioles“ hier seinen 500. Home Run. In sechs Spielzeiten wurden Partien der Baltimore Orioles um die World Series (1966, 1969, 1970, 1971, 1979, 1983) ausgetragen. Nachdem die Cleveland Browns nach Baltimore umzogen und den Namen Baltimore Ravens erhielten, zog man nach der Saison 1997 in das neue Ravens Stadium at Camden Yards um. Danach stand die Anlage leer und verwilderte. Anfang der 2000er Jahre wurde das Stadion abgerissen. Heute befindet sich am Standort ein kombiniertes Baseball- und Footballfeld namens „Our Playground at Stadium Place“.

## Galerie

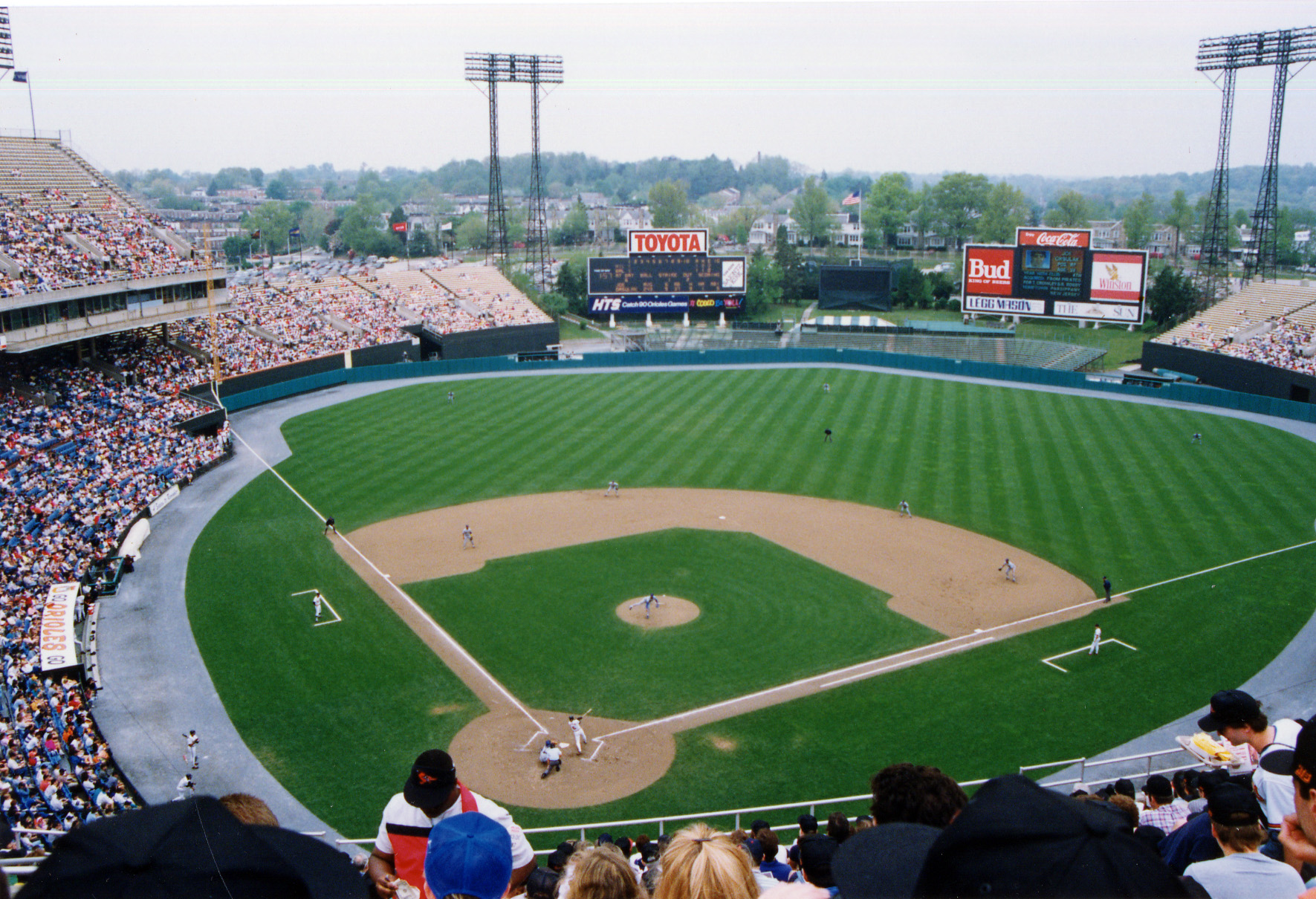
Der Innenraum (1991)
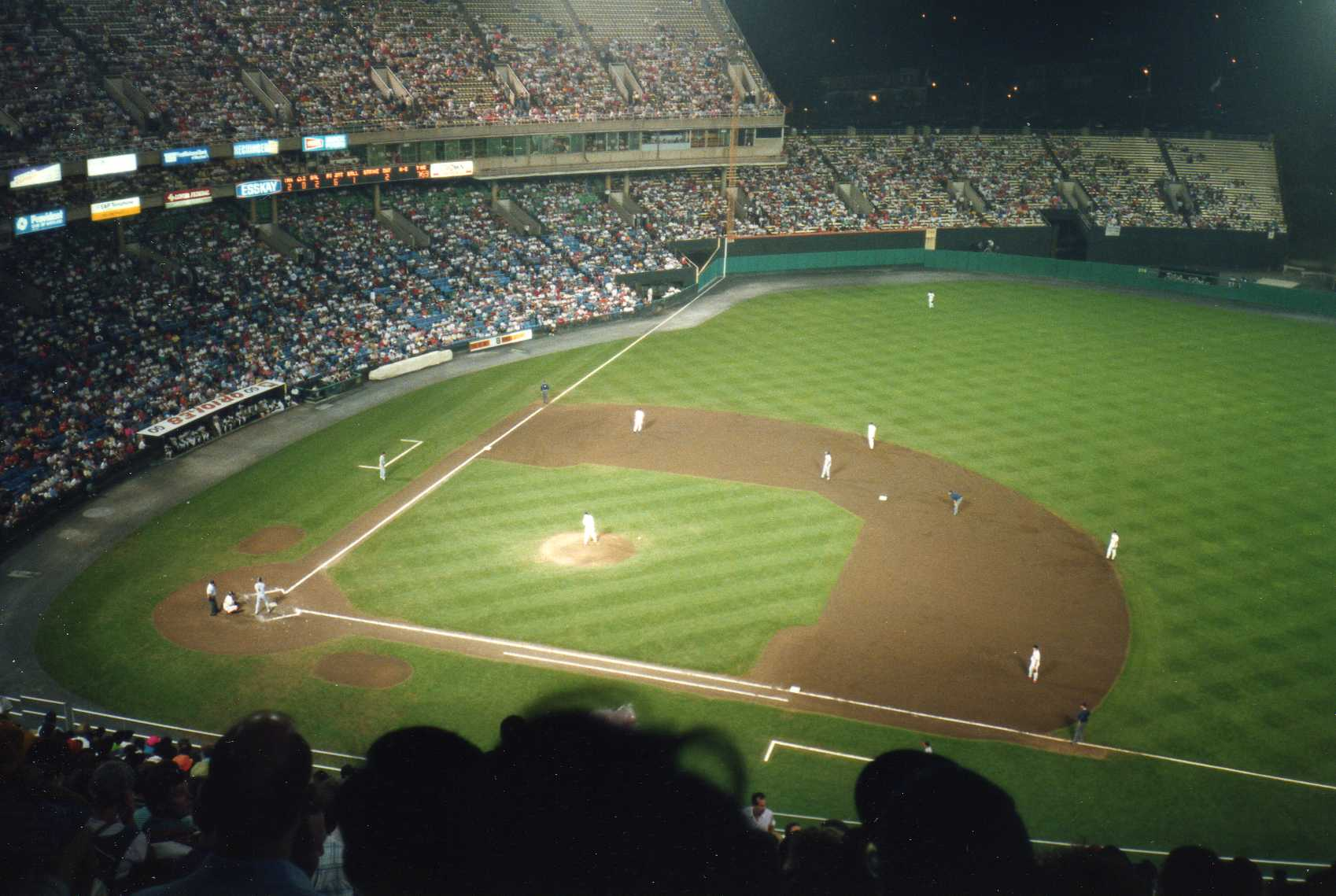
Eines der letzten Spiele der Baltimore Orioles im Memorial Stadium (14. September 1991)
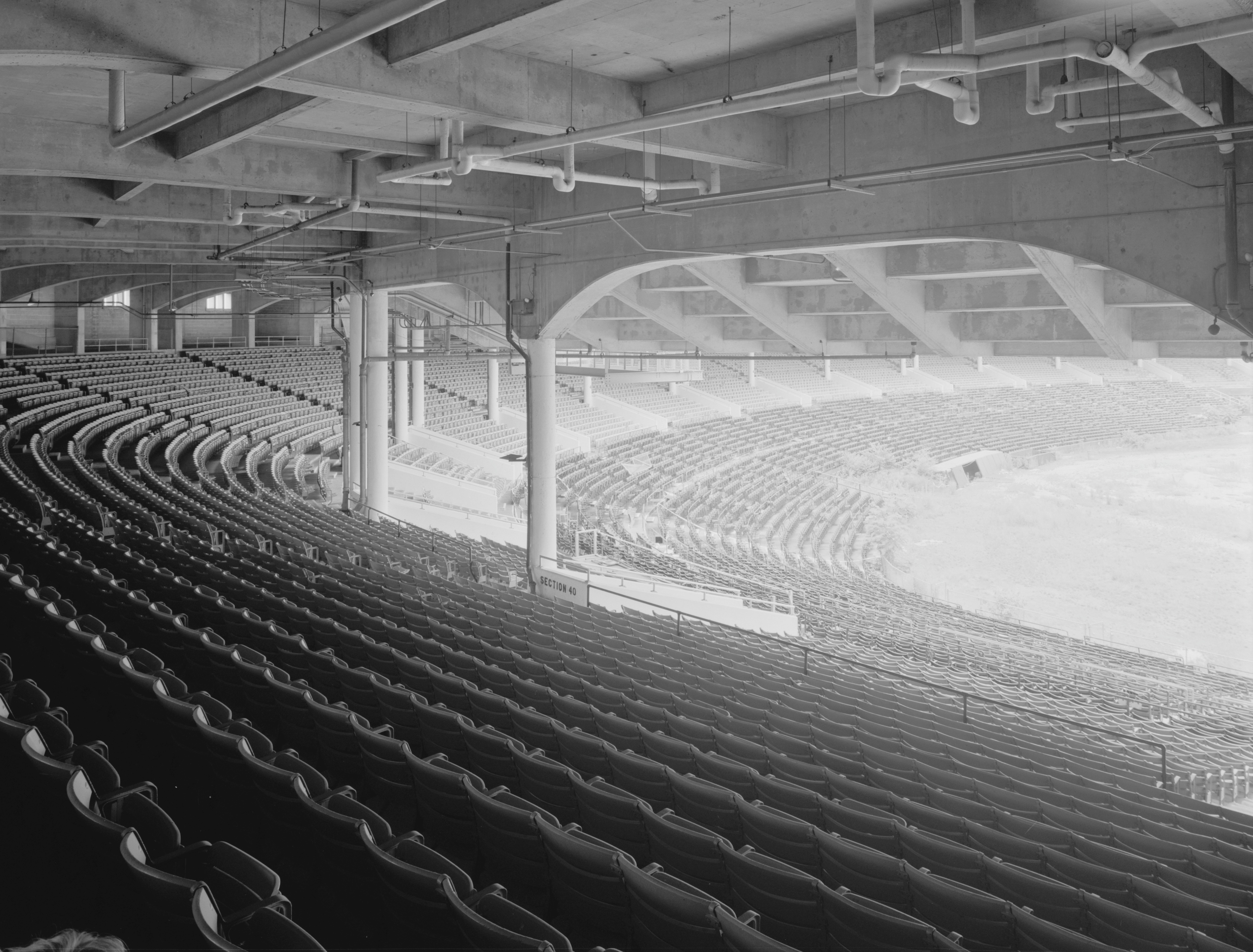
Das Memorial Stadium (um das Jahr 2000)
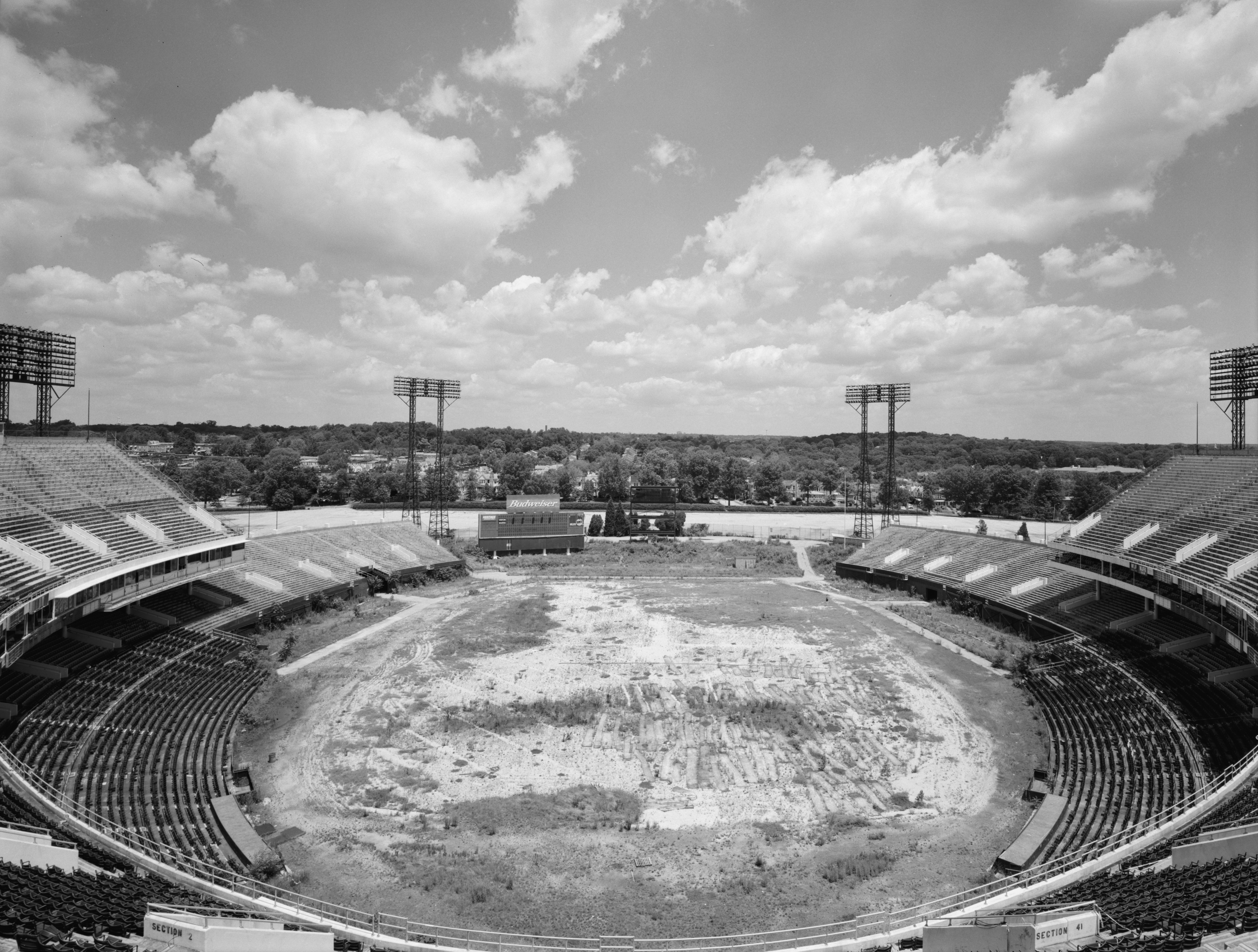
Blick auf das verwilderte Spielfeld im Memorial Stadium (um das Jahr 2000)
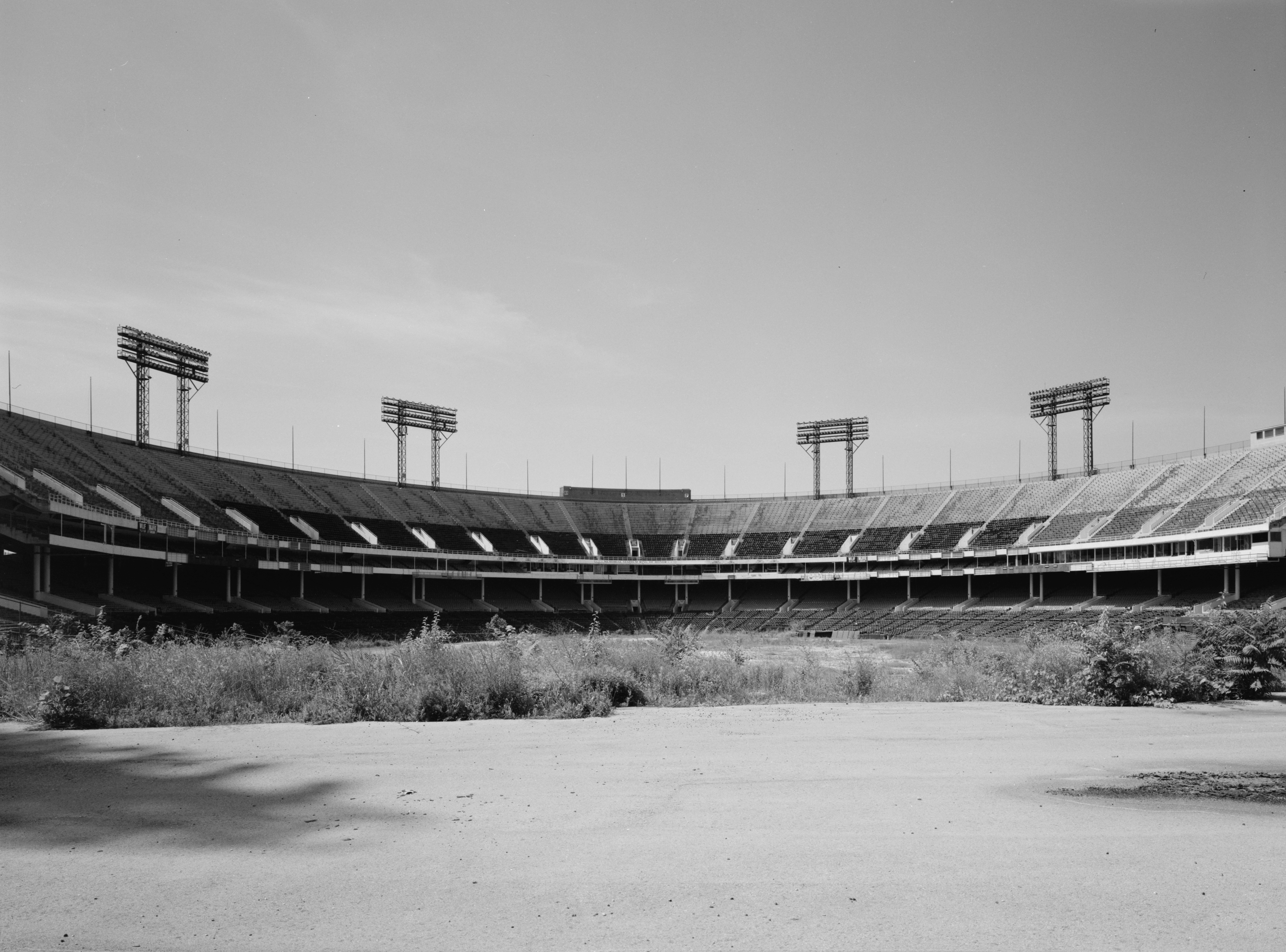
Blick vom Spielfeld auf die Tribünen (um das Jahr 2000)
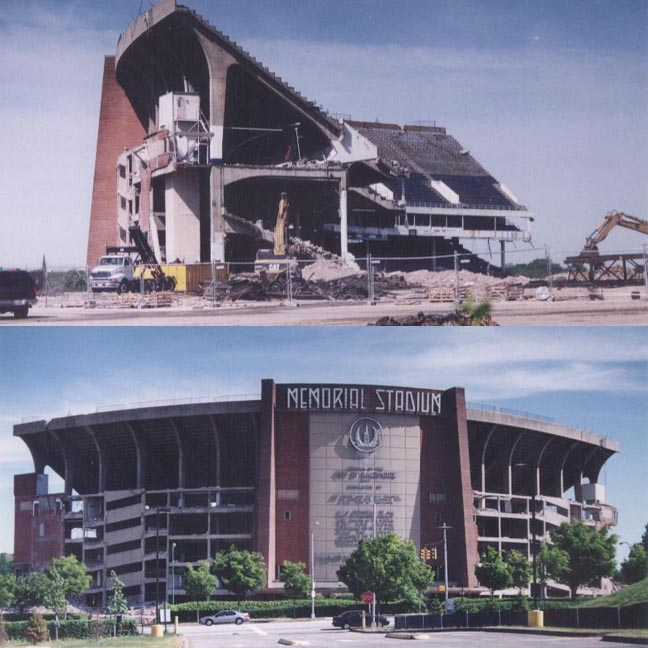
Abriss des Stadions (Sommer 2001)